# Isuzu Serie 6V
I motori Isuzu Serie 6V costituiscono una piccola famiglia di motori a scoppio prodotti dal 1991 al 2004 dalla Casa automobilistica giapponese Isuzu.

## Caratteristiche e versioni

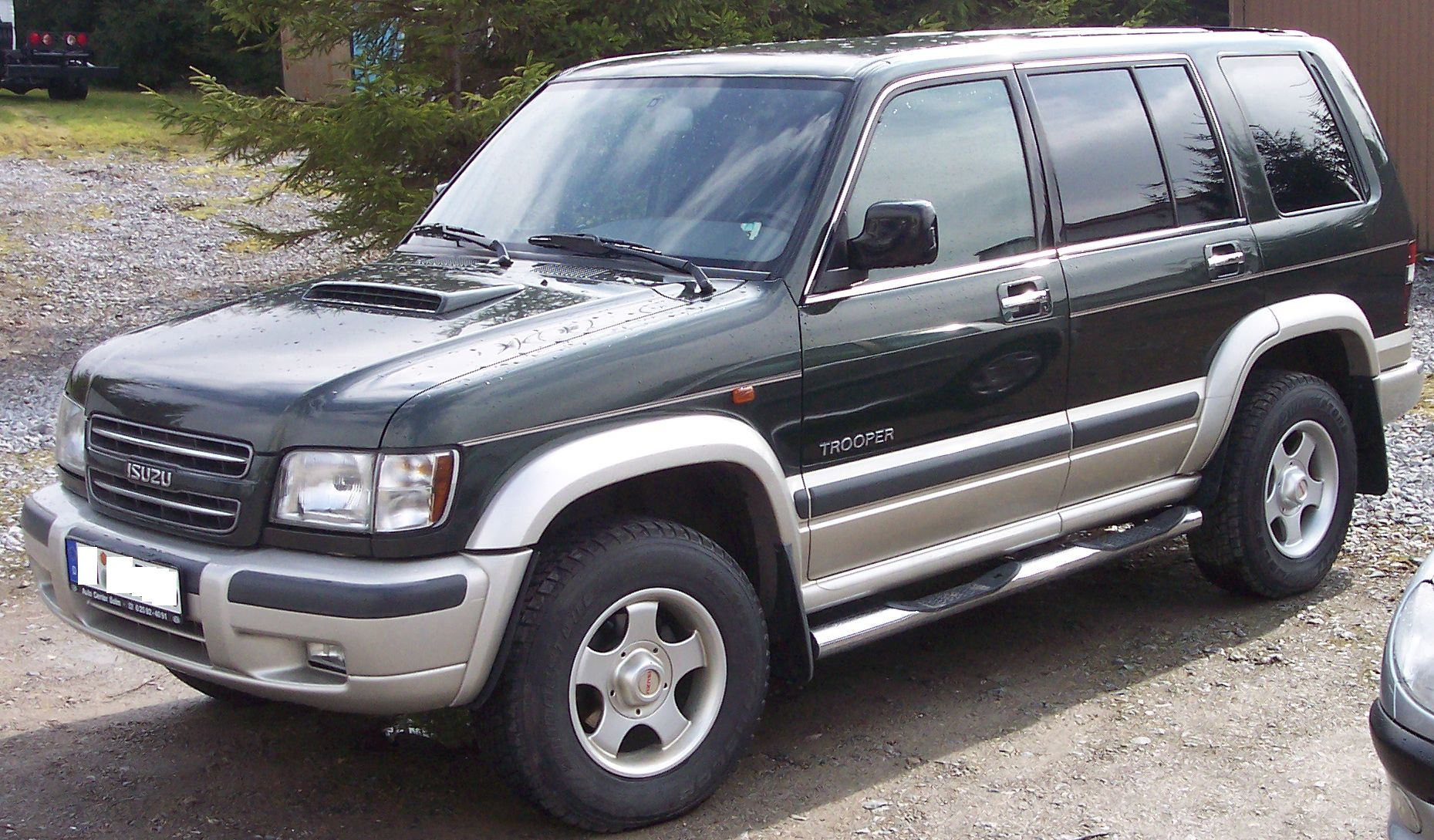
La seconda generazione di Isuzu Trooper è stata tra gli esempi più significativi di applicazione di un motore della serie 6V

Questa famiglia di motori ha rappresentato negli anni novanta una delle famiglie di punta nella produzione Isuzu di motori per uso puramente automobilistico. Si tratta di motori destinati a un utilizzo fuoristradistico per le loro generosissime doti di erogazione di coppia motrice. Rimarchevoli anche le doti di potenza, specie se rapportate alla tipologia di vetture a cui tali motori erano destinati.

I motori Isuzu della Serie 6V sono stati prodotti in due versioni, accomunate tra loro dalle seguenti caratteristiche:
- architettura di tipo V6;
- angolo di 75° gradi tra le bancate;
- basamento e testate in lega di alluminio;
- canne cilindri in ghisa;
- alesaggio pari a 93.4 mm;
- testate a 4 valvole per cilindro.

La distribuzione era in genere a doppio albero a camme in testa per bancata, ma nei primi anni sono stati proposti motori anche della Serie 6V con distribuzione a un solo asse a camme per bancata.
In virtù del fatto che la Casa di Tokyo gravita nell'orbita della General Motors fin dal lontano 1971, questi motori sono stati utilizzati anche su modelli di altri marchi appartenenti al gruppo, come Opel, Vauxhall e Holden. Inoltre, grazie a un accordo stipulato negli anni '90 con la Honda, anche quest'ultima poté montare tali motori su alcuni suoi modelli.
Di seguito vengono descritte le caratteristiche delle due versioni della Serie 6V.

### 6VD1
La prima versione a debuttare è stata la 6VD1, un V6 caratterizzato, oltre che dall'alesaggio di 93.4 mm (comune anche all'altra versione), anche da una corsa di 77 mm, per una cilindrata complessiva di 3165 cm³. La versione 6VD1 è stata anche la versione proposta in più varianti.

Inizialmente monoalbero, è poi stata evoluta in configurazione bialbero.

Di seguito vengono mostrate le diverse varianti appartenenti alla versione 6VD1:
| Motore Isuzu 6VD1 |                          |               |                |               |                                           |                    |
| Variante          | Rapporto di compressione | Distribuzione | Potenza CV/rpm | Coppia Nm/rpm | Applicazioni                              | Anni di produzione |
| 1.                | 9.3                      | SOHC          | 175/5200       | 255/4000      | Isuzu Trooper/Bighorn Mk2                 | 1991-96            |
|                   |                          |               |                |               | Isuzu Rodeo                               | 1993-98            |
| 2.                | 9.3                      | DOHC          | 177/5200       | 260/3750      | Opel/Vauxhall/Holden Monterey 3.2i V6 24v | 1992-95            |
|                   |                          |               |                |               | Honda Horizon                             | 1994-98            |
| 3.                | 9.3                      | SOHC          | 190/5600       | 265/3800      | Isuzu Trooper/Bighorn Mk2 3.2i 24v        | 1992-94            |
|                   |                          |               |                |               | Honda Horizon                             | 1994-98            |
|                   |                          |               |                |               | Acura SLX                                 | 1996-99            |
|                   |                          |               |                |               | Isuzu Rodeo                               | 1996-98            |
| 4.                | 9.8                      | DOHC          | 190/5600       | 265/3800      | Isuzu Trooper/Bighorn                     | 1994-98            |
| 5.                | 9.4                      | DOHC          | 205/5400       | 290/3000      | Opel/Vauxhall/Holden Monterey 3.2i 24v V6 | 1998-99            |
|                   |                          |               |                |               | Opel/Vauxhall/Holden Frontera 3.2i V6 24v | 1998-03            |

### 6VE1
La seconda e ultima variante dei motori della Serie 6V è nota con la sigla 6VE1, ed è una versione a corsa allungata del precedente 6VD1. Qui la corsa è stata portata da 77 a 85 mm, ottenendo così una cilindrata totale di 3494 cm³. In genere, la potenza massima di questo propulsore, unicamente bialbero, era di 215 CV a 5400 giri/min, con un picco di coppia pari a 310 N·m a 3000 giri/min. In questa configurazione, il motore 6VE1 è stato montato su:
- Isuzu Trooper Mk2 3.5i V6 24v (1998-2002);
- Isuzu Vehicross 3.5i V6 24v, solo per il mercato statunitense (1999-01);
- Opel/Vauxhall/Holden Monterey 3.5i V6 24v (1998-99);
- Acura SLX 3.5i 24v (1998-99).

Di questo motore sono esistite però almeno altre tre varianti. La prima erogava 200 CV di potenza massima con una coppia massima di 280 N·m, ed è stata montata ad esempio sui pick-up Isuzu previsti per alcuni mercati.
In un'altra variante motoristica, la potenza massima raggiunge 230 CV. L'applicazione più nota di tale motore è rappresentata dalla Isuzu Axiom (2002-04).
L'evoluzione più raffinata e potente dei motori 6VE1 si ha con l'introduzione dell'alimentazione a iniezione diretta di benzina, grazie alla quale la potenza massima raggiunge 250 CV, mentre la coppia massima arriva a 334 N·m. Le elevate prestazioni di tale motore si hanno anche grazie a un elevato rapporto di compressione (10.3:1). Tra le applicazioni di questo motore figurano:
- Isuzu Axiom 3.5i V6 24v (2003-04);
- Isuzu Rodeo 3.5i V6 24v (2003-04).